# Wind Breaker
Wind Breaker (estilizado com todas as letras em caixa alta) é uma série de mangá japonesa escrita e ilustrada por Satoru Nii que começou a serialização no website Magazine Pocket da Kodansha em janeiro de 2021. Até junho de 2025, os capítulos individuais da série foram coletados em 22 volumes tankōbon. Uma adaptação para anime para a televisão produzida pelo estúdio CloverWorks foi ao ar de abril a junho de 2024. A segunda temporada estrou em 4 abril de 2025.

## Premissa
Desde cedo, Haruka Sakura era um pária devido à sua aparência não convencional e falta de habilidades sociais. No entanto, os tratamentos severos que recebeu fizeram dele um lutador habilidoso, que agora é a única coisa da qual ele se orgulha. Depois de se matricular na Escola Secundária Furin, onde há rumores de que a força é mais valorizada do que os acadêmicos, Sakura tem apenas um objetivo: se tornar o melhor.
Depois de se envolver em uma briga de rua um dia antes de começar na escola, Sakura conhece um grupo de seus futuros colegas de classe. Em vez de rejeitá-lo, seus colegas lutam ao lado dele, mostrando que a verdadeira preocupação da escola é proteger a cidade de Makochi do mal — daí o motivo pelo qual os alunos se chamam Bofurin. Surpreso com o apoio e a apreciação dos habitantes da cidade, Sakura tem dificuldade em aceitar sua boa vontade. Embora não esteja familiarizado com outros mostrando gentileza, ele deve aprender a superar seu desconforto quando os Bofurin são colocados contra inimigos formidáveis. Depois de experimentar o sentimento de aceitação, ele se vê lutando pelo bem dos outros pela primeira vez.

## Personagens
Haruka Sakura (桜 遥, Sakura Haruka)
Voz de: Yuma Uchida (Japonês), Rodrigo Rossi (Português)
Um aluno transferido do primeiro ano da Escola Secundária Furin que se matriculou lá para chegar ao topo. Sakura tem heterocromia no cabelo e nos olhos, o que, junto com sua falta de habilidades sociais, fez com que ele fosse condenado ao ostracismo. Apesar de sua teimosia, ele é um tsundere, tem senso de justiça e é sensível a romance. Está implícito que ele recusa amizades por causa de seu passado, pois sua força fez com que outros o odiassem.
Akihiko Nirei (楡井 秋彦, Nirei Akihiko)
Voz de: Shōya Chiba (Japonês), Erick Bougleux (Português)
Um aluno do primeiro ano da Furin que mais tarde se torna o braço direito de Sakura ao lado de Suo. Embora não seja muito forte, ele sempre carrega um caderno com caneta e é bem informado sobre delinquentes de outras escolas.
Kyōtarō Sugishita (杉下 京太郎, Sugishita Kyōtarō)
Voz de: Koki Uchiyama (Japonês), Felipe Grinnan (Português)
Estudante do primeiro ano da Furin que não fala muito e que é o representante da escola e o leal lacaio de Umemiya.
Hayato Suō (蘇枋 隼飛, Suō Hayato)
Voz de: Nobunaga Shimazaki (Japonês), Daniel D' Angelo (Português)
Um aluno do primeiro ano da Furin que mais tarde se torna o braço direito de Sakura ao lado de Nirei. Suo usa um tapa-olho, tem um estilo de luta calmo e tem senso de humor.
Hajime Umemiya (梅宮 一, Umemiya Hajime)
Voz de: Yuichi Nakamura (Japonês), Marcelo Donato (Português)
Um aluno do terceiro ano e representante da Furin. Apesar de ser o líder, Umemiya é alegre e gosta de jardinagem, o que faz Sakura questionar seu status como líder. Ele também é o irmão adotivo protetor de Kotoha.
Tōma Hiragi (柊 登馬, Hiiragi Tōma)
Voz de: Ryōta Suzuki (Japonês), Heitor Assali (Português)
Um aluno do terceiro ano da Furin e um dos Quatro Reis Celestiais.
Taiga Tsugeura (柘浦 大河, Tsugeura Taiga)
Voz de: Kengo Kawanishi (Japonês), Diego Lima (Português)
Um aluno transferido do primeiro ano da Furin que é obcecado por treinamento muscular e pergunta às pessoas sobre sua "estética".
Mitsuki Kiryu (桐生 三輝, Kiryu Mitsuki)
Voz de: Toshiyuki Toyonaga (Japonês), Bruno Camargo (Português)
Um aluno do primeiro ano da Furin que gosta de jogar videogame.
Ren Kaji (梶 蓮, Kaji Ren)
Voz de: Nobuhiko Okamoto (Japonês), Luiz Henrique Rothier (Português)
Aluno do segundo ano da Furin e capitão da classe 1. Kaji geralmente usa fones de ouvido enquanto ouve música alta.
Kotoha Tachibana (橘 ことは, Tachibana Kotoha)
Voz de: Ikumi Hasegawa (Japonês), Luísa Viotti (Português)
Uma dona de café no distrito que é como uma irmã mais velha para os estudantes da Furin, apesar de ser mais nova que eles. Kotoha é a irmã adotiva de Umemiya.
Chōji Tomiyama (兎耳山 丁子, Tomiyama Chōji)
Voz de: Kikunosuke Toya (Japonês), Caio Guarnieri (Português)
O líder alegre da Shishitoren.
Jō Togame (十亀 条, Togame Jō)
Voz de: Yūichirō Umehara (Japonês), Igor Lott (Português)
O segundo em comando da Shishitoren.
Kōta Sako (佐狐 浩太, Sako Kōta)
Voz de: Chiaki Kobayashi (Japonês), Vágner Fagundes (Português)
Um membro da Shishitoren.
Yukinari Arima (有馬 雪成, Arima Yukinari)
Voz de: Masaaki Mizunaka (Japonês), Mayke Ziemann (Português)
Um membro da Shishitoren.
Minoru Kanuma (鹿沼 稔, Kanuma Minoru)
Voz de: Hiromu Mineta (Japonês), Márcio Vaz (Português)
Um membro da Shishitoren.
Tasuku Tsubakino (椿野佑, Tsubakino Tasuku)
Voz de: Ryōta Ōsaka
Shingo Natori (椿野名取 慎吾, Natori Shingo)
Voz de: Junya Enoki
Seiryū Sakaki (榊 晴竜, Sakaki Seiryū)
Voz de: Soma Saito
Uryū Sakaki (榊 雨竜, Sakaki Uryū)
Voz de: Kazuki Ura
Kanji Nakamura (中村 幹路, Nakamura Kanji)
Voz de: Kazuyuki Okitsu
Shizuka Narita (成田 静香, Narita Shizuka)
Voz de: Reina Ueda

## Produção
Wind Breaker é escrito e ilustrado por Satoru Nii. Ele foi inspirado a desenhar mangás enquanto lia consistentemente a Weekly Shōnen Magazine durante sua infância. Enquanto frequentava a universidade, ele enviou um trabalho de fantasia sombria intitulado Uramare-ya para um prêmio para novatos e então obteve uma serialização publicada pela Kodansha com o mangá de transgressão de gênero / esporte Danshi Bado-Bu ni Joshi ga Magireteru Secret Badminton Club. Quando uma segunda série de badminton parou no desenvolvimento e depois que ele recebeu alguns conselhos de um editor, Nii mudou seu foco para criar histórias sobre personagens masculinos que ele chamou de "garotos legais" (カッコいい男の子, kakkoī otokonoko). Wind Breaker nasceu do desejo de Nii de criar uma série centrada neste arquétipo, o que ele desejava realizar estudando obras semelhantes enquanto consultava um editor. Mangás como Rave Master e Samurai Deeper Kyo, ambos os quais ele cresceu lendo e que continham tais personagens, serviram como influências.
Nii inicialmente considerou ter Umemiya como personagem principal. No entanto, ele não conseguiu progredir com o líder da Bofurin como protagonista, então ele trouxe Sakura para preencher o papel para dar uma perspectiva externa sobre as circunstâncias da história. O autor chamou Sakura de seu personagem favorito por incorporar o fator "legal" que ele buscava realizar e pelo tempo que ele dedicou a projetar sua aparência e personalidade.  Ele escolheu dar a Sakura olhos e cabelos heterocromáticos para adicionar complexidade visual e torná-lo distinguível como o personagem principal à primeira vista. Ele ainda o comparou a um gato de rua em seu design, afirmando que seus movimentos leves e falta de espessura corporal eram diferentes dos humanos normais. Também sentindo que lhe faltava a personalidade de um personagem principal em um rascunho inicial, Nii lhe deu o traço tsundere de ficar envergonhado quando alguém o elogiava ou o agradecia.
O cenário principal do mangá foi modelado a partir de um distrito comercial em Tóquio. A cor da Bofurin é verde, representando plantas, enquanto a cor da escola rival (Shishitoren) é vermelha, representando uma lanterna vermelha encontrada em uma taverna. Nii afirmou ter pouco envolvimento com a adaptação do anime. Ele admitiu ter ficado impressionado com o comprometimento dos dubladores com seus papéis e, consequentemente, foi capaz de reinterpretar seus próprios personagens.

## Mídias

### Mangá
Escrita e ilustrada por Satoru Nii, a série começou a ser serializada no site Magazine Pocket da Kodansha a partir de 13 de janeiro de 2021. Até junho de 2025, os capítulos individuais foram coletados em 22 volumes tankōbon.
Em maio de 2023, a Panini Comics anunciou que havia licenciado a série para publicação no Brasil a partir de julho daquele ano.

#### Volumes
| N.º | Japonês               | Japonês                                               | Português               | Português         |
| N.º | Data de lançamento    | ISBN                                                  | Data de lançamento      | ISBN              |
| --- | --------------------- | ----------------------------------------------------- | ----------------------- | ----------------- |
| 1   | 7 de maio de 2021     | 978-4-06-522979-8                                     | 13 de julho de 2023     | 978-6-52590851-9  |
| 2   | 9 de julho de 2021    | 978-4-06-524015-1                                     | 13 de setembro de 2023  | 978-6-52590738-3  |
| 3   | 9 de setembro de 2021 | 978-4-06-524849-2                                     | 23 de setembro de 2023  | 978-6-52590604-1  |
| 4   | 9 de novembro de 2021 | 978-4-06-525995-5                                     | 22 de novembro de 2023  | 978-6-52590500-6  |
| 5   | 7 de janeiro de 2022  | 978-4-06-526596-3                                     | 23 de dezembro de 2023  | 978-6-52592371-0  |
| 6   | 9 de março de 2022    | 978-4-06-527281-7                                     | 29 de dezembro de 2023  | 978-6-52592245-4  |
| 7   | 9 de junho de 2022    | 978-4-06-528174-1                                     | 10 de fevereiro de 2024 | 978-6-52592151-8  |
| 8   | 9 de agosto de 2022   | 978-4-06-528846-7                                     | 12 de março de 2024     | 978-6-52592057-3  |
| 9   | 7 de outubro de 2022  | 978-4-06-529412-3                                     | 17 de abril de 2024     | 978-6-52591882-2  |
| 10  | 6 de janeiro de 2023  | 978-4-06-530343-6                                     | 19 de junho de 2024     | 978-6-52591713-9  |
| 11  | 7 de abril de 2023    | 978-4-06-531234-6                                     | 19 de julho de 2024     | 978-6-52591584-5  |
| 12  | 8 de junho de 2023    | 978-4-06-531879-9                                     | 5 de setembro de 2024   | 979-8-88-933189-6 |
| 13  | 8 de agosto de 2023   | 978-4-06-532670-1                                     | 12 de setembro de 2024  | 978-6-52593446-4  |
| 14  | 9 de novembro de 2023 | 978-4-06-533549-9                                     | 24 de outubro de 2024   | 979-8-88-933438-5 |
| 15  | 9 de janeiro de 2024  | 978-4-06-534179-7                                     | 13 de dezembro de 2024  | 978-6-52592948-4  |
| 16  | 8 de março de 2024    | 978-4-06-534870-3                                     | 11 de março de 2025     | 978-6-52592820-3  |
| 17  | 9 de maio de 2024     | 978-4-06-535507-7                                     | 2 de abril de 2025      | 978-6-52592599-8  |
| 18  | 7 de agosto de 2024   | 978-4-06-536127-6                                     | 24 de abril de 2025     | 978-6-52593520-1  |
| 19  | 8 de outubro de 2024  | 978-4-06-537189-3                                     | —                       | —                 |
| 20  | 8 de janeiro de 2025  | 978-4-06-538060-4 978-4-06-538331-5 (edição limitada) | —                       | —                 |
| 21  | 7 de março de 2025    | 978-4-06-538840-2                                     | —                       | —                 |
| 22  | 9 de junho de 2025    | 978-4-06-539749-7                                     | —                       | —                 |
| 23  | 9 de setembro de 2025 | 978-4-06-540692-2                                     | —                       | —                 |

### Anime

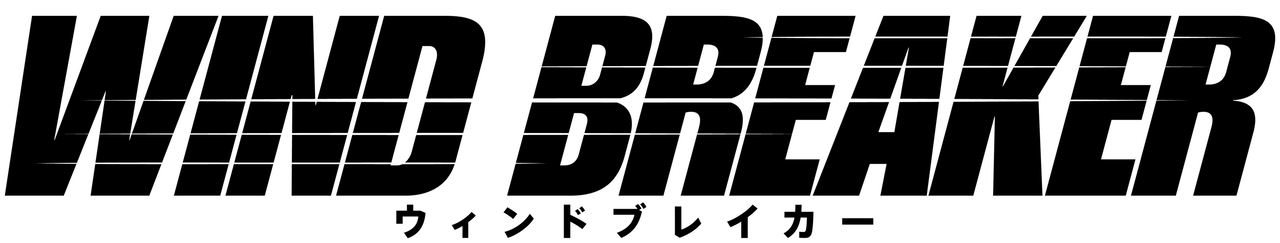
Logo da série

Uma adaptação em anime para televisão produzida pelo estúdio CloverWorks foi anunciada em 30 de março de 2023. É dirigido por Toshifumi Akai, com roteiros escritos por Hiroshi Seko, designs de personagens por Taishi Kawakami e música composta por Ryo Takahashi. Foi exibido de 5 de abril a 28 de junho de 2024, no novo bloco de programação Super Animeism Turbo em todas as afiliadas da JNN, incluindo MBS e TBS. A música tema de abertura é "Zettai Reido" (絶対零度, lit.  "Zero absoluto"), interpretada por Natori, enquanto o tema de encerramento é "Muteki" (無敵, lit.  "Imbatível"), interpretada por Young Kee. A Aniplex of America licenciou a série e a transmitiu no Crunchyroll. O site ofereceu também uma dublagem em português brasileiro realizado pelo estúdio Artworks Digital Studio sob a direção de Marcelo Campos. A Muse Communication licenciou a série no Sudeste Asiático.
Após a exibição do episódio final da primeira temporada, uma segunda foi anunciada para 2025. Ela estreou em 4 de abril, também no bloco Super Animeism Turbo. A música de abertura é "Boyz", interpretada pela boy band SixTones, enquanto o tema de encerramento é "It's myself", de shytaupe.

#### Episódios

##### 1.ª temporada (2024)
| N.º geral | N.º na temp. | Título                                                                                                 | Dirigido por        | Storyboard por   | Exibição original   |
| --------- | ------------ | --- | ------------------- | ---------------- | ------------------- |
| 1         | 1            | "Sakura e Furin" Transliteração: "Sakura to Fūrin" (em japonês: サクラとフウリン)                      | Toshifumi Akai      | Toshifumi Akai   | 5 de abril de 2024  |
| 2         | 2            | "O Herói dos Meus Sonhos" Transliteração: "Akogare no Hīrō" (em japonês: 憧れのヒーロー)               | Shinichiro Ueda     | Toshifumi Akai   | 12 de abril de 2024 |
| 3         | 3            | "O Homem no Topo" Transliteração: "Itadaki ni Tatsu Otoko" (em japonês: 頂に立つ男)                    | Akihito Sudō        | Akihito Sudō     | 19 de abril de 2024 |
| 4         | 4            | "Confronto" Transliteração: "Shōtotsu" (em japonês: 衝突)                                              | Kazuki Ohashi       | Kazuki Ohashi    | 26 de abril de 2024 |
| 5         | 5            | "Homem Gentil" Transliteração: "Yasashī Otoko" (em japonês: 優しい男)                                  | Taito Kawakami      | Taito Kawakami   | 3 de maio de 2024   |
| 6         | 6            | "Eu Vou Ir Atrás Dessas Costas" Transliteração: "Sono Senaka o Otte" (em japonês: その背中を追って)    | Takashi Yasui       | Yoriyasu Kogawa  | 10 de maio de 2024  |
| 7         | 7            | "A Luta Que Eu Não Nosso Perder" Transliteração: "Make Rarenai Tatakai" (em japonês: 負けられない戦い) | Tomoki Nakano       | Takahiro Miura   | 17 de maio de 2024  |
| 8         | 8            | "Passando o Sentimento Adiante" Transliteração: "Omoi o Tsuide" (em japonês: 思いを継いで)             | Shinichiro Ueda     | Tomohisa Taguchi | 24 de maio de 2024  |
| 9         | 9            | "O Estilo do Umemiya" Transliteração: "Umemiya no Ryūgi" (em japonês: 梅宮の流儀)                      | Taishi Kawakami     | Katsuhiko Kitada | 31 de maio de 2024  |
| 10        | 10           | "Diálogo" Transliteração: "Taiwa" (em japonês: 対話)                                                   | Yoshiki Kitai       | Yoriyasu Kogawa  | 7 de junho de 2024  |
| 11        | 11           | "Um Novo Amigo" Transliteração: "Aratana Kyūyū" (em japonês: 新たな級友)                               | Kazuki Ohashi       | Kazuki Ohashi    | 14 de junho de 2024 |
| 12        | 12           | "Pessoas em Quem Confiar" Transliteração: "Tayora Reru Mono" (em japonês: 頼られる者)                  | Tsurumi Mukōyama    | Akihito Sudō     | 21 de junho de 2024 |
| 13        | 13           | "Por Um Amigo" Transliteração: "Tomo no Tame" (em japonês: 友のため)                                   | Hidetoshi Takahashi | Toshifumi Akai   | 28 de junho de 2024 |

##### 2.ª temporada (2025)
| N.º geral | N.º na temp. | Título                                                                                   | Dirigido por     | Storyboard por    | Exibição original   |
| --------- | ------------ | ---------------------------------------------------------------------------------------- | ---------------- | ----------------- | ------------------- |
| 14        | 1            | "Raiva" Transliteração: "Ikari" (em japonês: 怒り)                                       | Toshifumi Akai   | Toshifumi Akai    | 4 de abril de 2025  |
| 15        | 2            | "Decisão" Transliteração: "Ketchaku" (em japonês: 決着)                                  | Taito Kawakami   | Hiroshi Kobayashi | 11 de abril de 2025 |
| 16        | 3            | "Re:iniciar" "Re:Start"                                                                  | Kazuki Ohashi    | Kazuki Ohashi     | 18 de abril de 2025 |
| 17        | 4            | "Ensinamentos da Experiência" Transliteração: "Senpai no Oshie" (em japonês: 先輩の教え) | Kazuki Ohashi    | Kazuki Ohashi     | 25 de abril de 2025 |
| 18        | 5            | "Meu Lugar" Transliteração: "Ibasho" (em japonês: 居場所)                                | Tsurumi Mukoyama | Yoriyasu Kogawa   | 2 de maio de 2025   |
| 19        | 6            | "Sentimento Escondido" Transliteração: "Hisokana Omoi" (em japonês: 密かな想い)          | Soji Ninomiya    | Soji Ninomiya     | 9 de maio de 2025   |
| 20        | 7            | "Rua Escura" Transliteração: "Yoi no Machi" (em japonês: 宵の街)                         | Yuzu Hori        | Yuzu Hori         | 16 de maio de 2025  |
| 21        | 8            | "Frente Unida" Transliteração: "Kyōdō Sensen" (em japonês: 共同戦線)                     | Akira Yamada     | Hiroyuki Oshima   | 23 de maio de 2025  |
| 22        | 9            | "Vamos Dançar?" "Shall We Dance"                                                         | Taito Kawakami   | Taito Kawakami    | 30 de maio de 2025  |
| 23        | 10           | "Mão que Ajuda" Transliteração: "Sukionote" (em japonês: 救いの手)                       | Kazuki Ohashi    | Jun Nakagawa      | 6 de junho de 2025  |
| 24        | 11           | "Depois da Tempestade" Transliteração: "Arashi no Ato" (em japonês: 嵐のあと)            | Shinichirō Ueda  | Shinichirō Ueda   | 13 de junho de 2025 |
| 25        | 12           | "Força para Quem?" Transliteração: "Dare ga Tame no Tsuyosa" (em japonês: 誰が為の強さ)  | Toshifumi Akai   | Toshifumi Akai    | 20 de junho de 2025 |

### Peça de teatro
Uma adaptação teatral do mangá, intitulada Stage: Wind Breaker (舞台WIND BREAKER, Butai Uindo Bureikā), foi anunciada em setembro de 2024. Foi exibida de 1 a 3 de janeiro no WW Hall do Cool Japan Park Osaka, e de 10 a 19 de janeiro de 2025 no Teatro H em Tóquio. A peça é dirigida por Go Ueki e o roteiro escrito por Kaori Miura. O elenco apresenta Ryoga Ishikawa como Haruka Sakura, Hiroki Sana como Hajime Umemiya, Shunichi Takahashi como Tōma Hiragi, Yūto Andō como Hayato Suō, Taiga Nakamoto como Kyōtarō Sugishita e Kazan Yokoyama como Akihiko Nirei.

### Jogo
Uma adaptação para jogo eletrônico, intitulada WIND BREAKER 不良たちの英雄譚 (Wind Breaker Furyō-tachi no Eiyūtan, lit. Contos heróicos de delinquentes), foi anunciada durante o evento "Tōfū Shōtengai Halloween Matsuri" em 13 de outubro 2024.

## Recepção
A série ficou em 20.º lugar no Next Manga Award de 2021 na categoria web mangá. No AnimeJapan 2022, ficou em nono lugar em uma enquete perguntando qual mangá as pessoas gostariam de ver animado.
Em março de 2022, a série havia vendido mais de 1,22 milhão de cópias entre suas versões digitais e impressas.
O anime foi indicado na categoria de Melhor Anime de Ação na 9.ª edição do Crunchyroll Anime Awards em 2025.